# Gibbula tumida
Gibbula tumida é uma espécie de molusco pertencente à família Trochidae.
A autoridade científica da espécie é Montagu, tendo sido descrita no ano de 1803.
Trata-se de uma espécie presente no território português, incluindo a zona económica exclusiva.